# Euclimacia metallica
Euclimacia metallica är en insektsart som beskrevs av Peter Esben-Petersen 1917. 
Euclimacia metallica ingår i släktet Euclimacia och familjen fångsländor. Inga underarter finns listade i Catalogue of Life.